# ليتل جيرهارد
ليتل جيرهارد (بالسويدية: Little Gerhard)‏ هو مغني سويدي، ولد في 17 مايو 1934 في Tillberga ‏ في السويد.

## وصلات خارجية
- ليتل جيرهارد على موقع IMDb (الإنجليزية)
- ليتل جيرهارد على موقع روتن توميتوز (الإنجليزية)
- ليتل جيرهارد على موقع ميوزك برينز (الإنجليزية)
- ليتل جيرهارد على موقع ميوزك برينز (الإنجليزية)
- ليتل جيرهارد على موقع قاعدة بيانات الأفلام السويدية (السويدية)
- ليتل جيرهارد على موقع أول ميوزيك (الإنجليزية)
- ليتل جيرهارد على موقع ديسكوغز (الإنجليزية)
- ليتل جيرهارد على موقع ديسكوغز (الإنجليزية)
- ليتل جيرهارد على موقع ديسكوغز (الإنجليزية)
- ليتل جيرهارد على موقع ديسكوغز (الإنجليزية)